# 日高孝次
日高 孝次（ひだか こうじ、1903年11月4日 - 1984年8月15日）は、日本の海洋物理学者。弟は歴史学者の日高次吉。

## 経歴
1903年に宮崎県宮崎郡広瀬村（現在の宮崎市）で出生。旧制宮崎中学を経て第七高等学校造士館を卒業後、東京帝国大学理学部物理学科に進学し、1926年（大正15年）に同大学を卒業。その後すぐに中央気象台に入庁、海洋気象台で勤務した。この間、転倒温度計に関する日高公式を作成した。
1934年（昭和9年）に「湖沼の振動及び海流に関する海洋物理学的研究」で理学博士。同論文で帝国学士院から学士院賞を受賞した。1941年（昭和16年）、他の日本の海洋学者らとともに日本海洋学会を設立し、自身も1948年（昭和23年）から1966年（昭和41年）まで同会会長を務めた。1942年（昭和17年）に東京帝国大学理学部地球物理学科の第一講座教授になった。
終戦直後、青年達が米兵がもたらした自由を無批判に受け入れることを恐れ、国際的に通用するマナーを青年に身につけさせるための社交場を発足させた。この社交場は日高パーティーと呼称された。その真意が理解されず、結婚相談所と誤解され、学者の本分を忘れているという批判もあった。なお、日高本人は3度結婚しており、最初の妻は病で実家に戻り、2度目の妻は病死、3度目の妻が艶子である。
1962年（昭和37年）東京大学海洋研究所を創設し、初代所長に就任。その他、東海大学教授などを歴任した。1966年（昭和41年）、数々の海洋物理学に対する功績に対して、日本人として初めて、海洋研究最高の賞モナコ大公アルベール1世記念メダルを受賞した。
1984年（昭和59年）8月15日、脳梗塞により死去。享年80歳。

## 著書
- 『海の波・大阪湾の振動』海洋学会 1935
- 『数値積分法』岩波書店 1936
- 『積分方程式論』応用数学 河出書房 1941
- 『海流の話』岩波書店 1941 少国民のために
- 『海と人』小山書店 1943
- 『応用積分方程式論』河出書房 1943
- 『数値積分と数値計算』岩波書店 1949
- 『海の科学』小峰書店・小学生文庫 1951
- 『海流』岩波全書 1955
- 『海の神秘』学生社新書 1956
- 『海洋学との四十年』日本放送出版協会 1968
- 『海洋の開発』ポプラ社 1973

### 共著編
- 『地学概論』小林貞一らと共著 朝倉書店 1949
- 『現代の結婚』日高艶子共著 ダヴィッド社 1957
- 『エチケット 淑女の資格・紳士の条件』日高艶子共著 光文社カッパブックス 1958
- 『若い日の愛と交際』日高艶子共著 青春出版社・青春新書 1959
- 『結婚の手引 愛することと愛されること』日高艶子共著 青春出版社・新書 1961
- 『デイトから結婚まで そのエチケット』日高艶子共著 紀元社 1961
- 『少年少女文学風土記 ふるさとを訪ねて 12 宮崎』編 泰光堂 1962
- 『自分の思うようになる交際術』日高艶子共著 青春出版社・新書 1962
- 『海洋開発の基礎』共著 ラテイス 1969
- 『見合のエチケット 良縁への条件』日高艶子共著 潮文社 1972

### 翻訳
- コーニッシュ『海の波』小山書店 1944 のち中央公論社
- レーチェル・L・カーソン『海 その科学とロマンス』文芸春秋新社 1952
- サー・ウィリアム・ハードマン『海洋学の創始者達とその業績』東海大学出版会 1971
- J.E.スミス 編著『トレー・キャニオン号海難による海洋汚染と生物環境 英国海洋生物学協会プリマス研究所報告』宇田道隆共訳 日高海洋科学振興財団 1973